# Motor de vapor estacionario

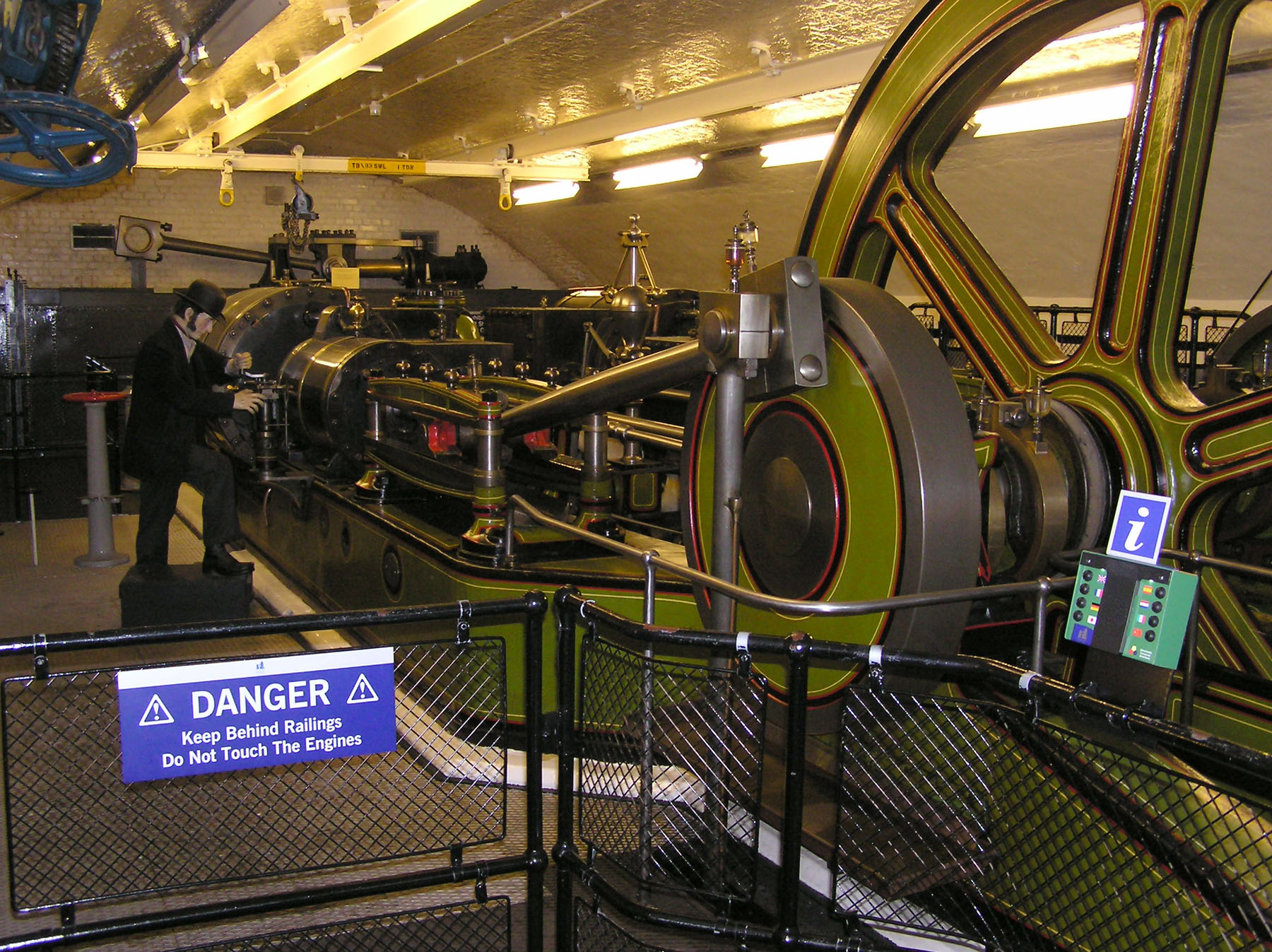
Una máquina de vapor estacionaria, preservada en el Puente de la Torre de Londres. Este es uno de los dos motores de bombeo hidráulico compuestos cruzados en tándem utilizados anteriormente para subir y bajar el puente

Los motores de vapor estacionarios son máquinas de vapor fijas, que se utilizan para bombear agua o para impulsar acerías y fábricas, así como para la generación de energía. Diseñados para permanecer de forma indefinida en un lugar fijo, estaban asociados a una bancada de hormigón o mampostería que los anclaba firmemente al terreno o a una edificación, dando lugar a las casas de motores. Así mismo, por lo general carecían de las restricciones de espacio y de peso deseables en los motores instalados en distintos vehículos (como las locomotoras de vapor), por lo que adquirieron tamaños considerables y en sus diseños se primó la solidez para mantenerse en servicio durante largos períodos de tiempo con un mínimo mantenimiento. 
Son distintos de los motores de vapor utilizados en las locomotoras, en los antiguos locotractores, en los automóviles de vapor, y en los tractores de vapor agrícolas; y también de los motores marinos y de las turbinas de vapor utilizadas como mecanismo de generación de energía para la mayoría de las centrales nucleares. 
Se introdujeron durante el siglo XVIII y se fabricaron ampliamente durante todo el siglo XIX y la mayor parte de la primera mitad del siglo XX, y solo empezaron a desaparecer a medida que el suministro de electricidad y el motor de combustión interna se generalizaron. 

## Tipos de máquinas de vapor estacionarias

Motor de vapor estacionario de doble efecto. El pistón está a la izquierda, la manivela está montada en el eje del volante a la derecha

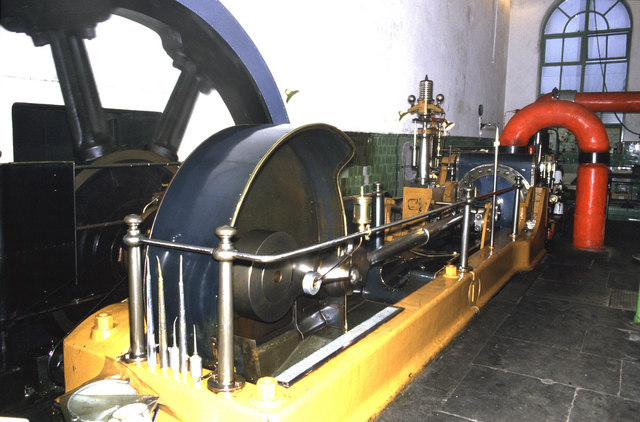
Motor de un molino, Queen Street Mill, Burnley. Es un motor compuesto en tándem horizontal William Roberts - 'Peace'

Existen diferentes patrones de máquinas de vapor estacionarias, que se distinguen por la disposición de los cilindros y el cigüeñal: 
- Los motores de balancín tienen una viga oscilante que proporciona la conexión entre el cilindro vertical y el cigüeñal.
- Los motores de mesa tienen la cruceta sobre el cilindro vertical y el cigüeñal debajo.
- Los motores horizontales tienen un cilindro horizontal.
- Los motores verticales tienen un cilindro vertical.
- Los motores inclinados tienen un cilindro inclinado.

Los motores estacionarios también pueden clasificarse por sus características secundarias: 
- Los motores de alta velocidad se distinguen por válvulas de acción rápida.
- Los motores Corliss se distinguen por un engranaje de válvula rotativa especial.
- Los motores de flujo único tienen válvulas de admisión en las culatas y los puertos de escape en el punto medio.

Cuando los motores estacionarios tenían múltiples cilindros, podían clasificarse como: 
- Motores simples, con múltiples cilindros idénticos que operan sobre un cigüeñal común.
- Motores compuestos que utilizan el escape de los cilindros de alta presión para alimentar los cilindros de baja presión.

Un motor puede funcionar en modo simple o por condensación: 
- El modo simple significaba que los gases de escape salían del cilindro y pasaban directamente a la atmósfera.
- En el modo de condensación, el vapor se enfriaba en un cilindro separado y pasaba de vapor a agua líquida, creando un vacío que añadía potencia al movimiento. Esto podía hacerse con una placa refrigerada por agua que actuara como un disipador de calor o bombeando un chorro de agua.

Los motores estacionarios también se pueden clasificar por su aplicación: 
- Los motores de bombeo se encuentran en estaciones de bombeo.
- Motores de fábrica para alimentar fábricas textiles.
- Los motores de bobinado para accionar varios tipos de polipastos.
- Los motores de refrigeración que suelen estar acoplados a compresores de amoníaco.

Los motores estacionarios pueden ser clasificados por su fabricante: 
- Boulton y Watt
- George Saxon & Co

## Historia
En orden de evolución:
- Motor atmosférico Savery (1700)
- Motor Newcomen (1712)
- Motor de Watt (1775)
- Trevithick (1799)
- Hornblower (1781)
- Woolf (1804)

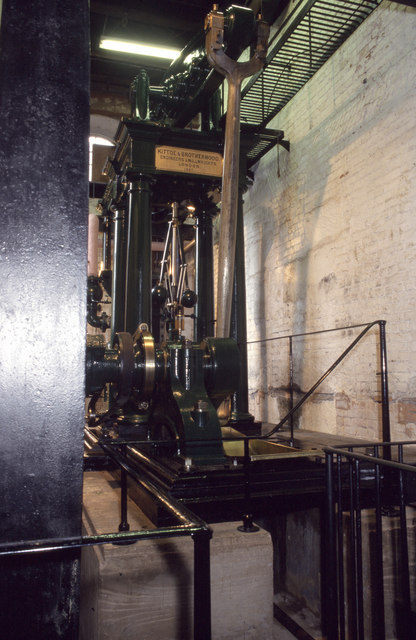
El motor de balancín restaurado Kittoe y Brotherhood en Coldharbour, que se opera regularmente los fines de semana festivos

- Motores de balancín compuestos McNaughteados (1845)
- Motor de Cornualles (1812)
- Motor Corliss (1859)
- Motor Porter-Allen (1862)
- Motor de flujo único de Todd (1885)
- Turbina de vapor (1889)